# Парамедицина

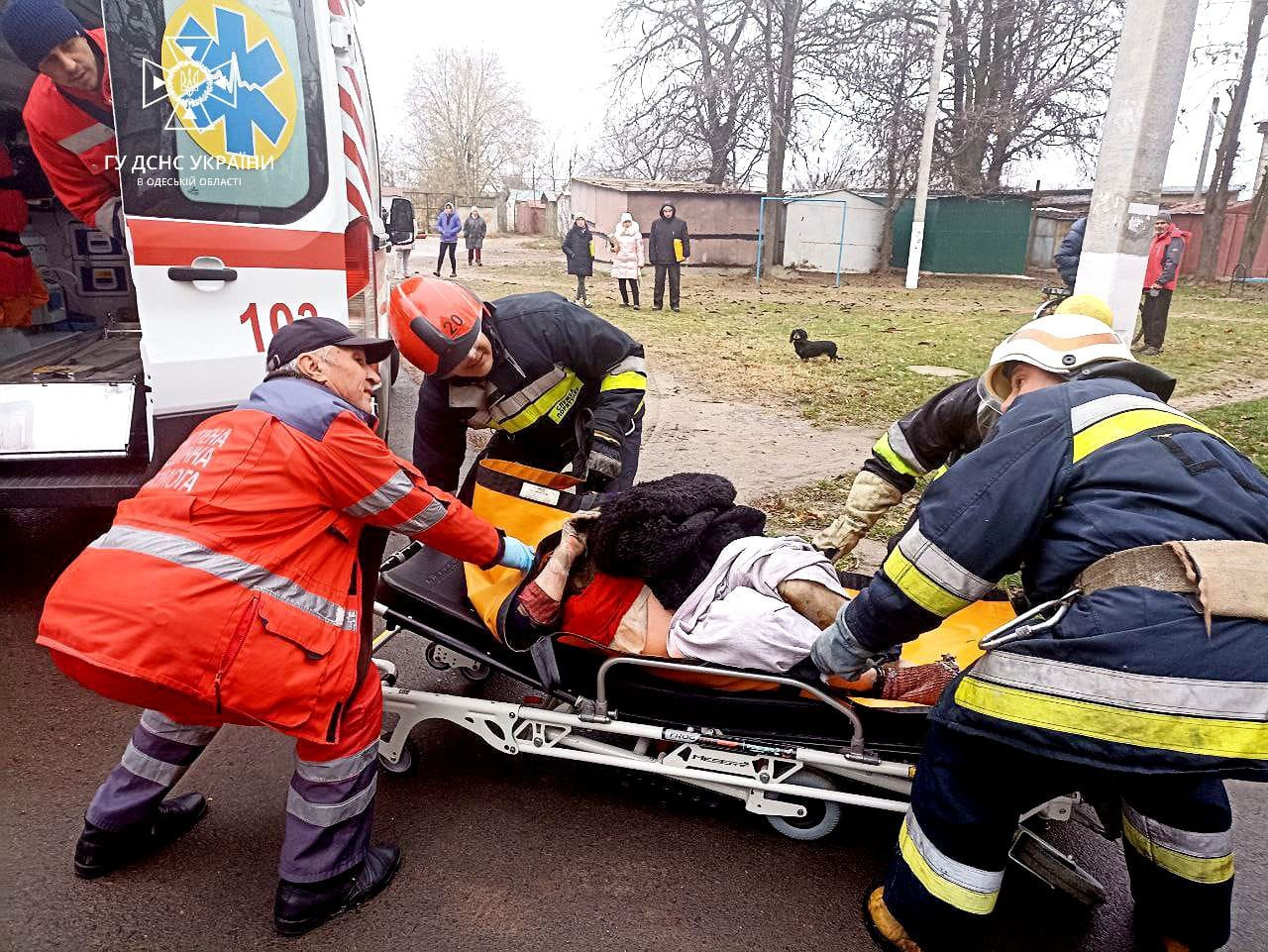
Надання екстреної допомоги в Ізмаїлі

Парамедицина, мобільна інтегрована медична допомога  – галузь, яка є інтеграцією системи екстреної медичної допомоги та громадського здоров'я.
Парамедики надають розширену медичну допомогу пацієнтам на місцях, включаючи введення ліків, проведення внутрішньовенних втручань, реанімацію пацієнтів та надання дихальної підтримки за допомогою інтубації та штучної вентиляції.

## Мета парамедицини
- Зменшення кількості викликів швидкої медичної допомоги на нетермінові, нетранспортні послуги для забезпечення наявність вільних бригад для виїзду на тяжкіші виклики;
- Скорочення простою між дзвінками;
- Покращення доступу населення до медичної допомоги та задоволення потреб громади у первинній медичній допомозі у безперервному темпі;
- Зменшення частоти повторної госпіталізації в лікарні шляхом допомоги та моніторингу за хронічно хворими пацієнтами;
- Розвантаження системи фінансування системи охорони здоров’я і розумне використання часу;

Надання допомоги в умовах дефіциту медичних працівників (особливо актуально під час війни).[джерело?]